# Place (skała)

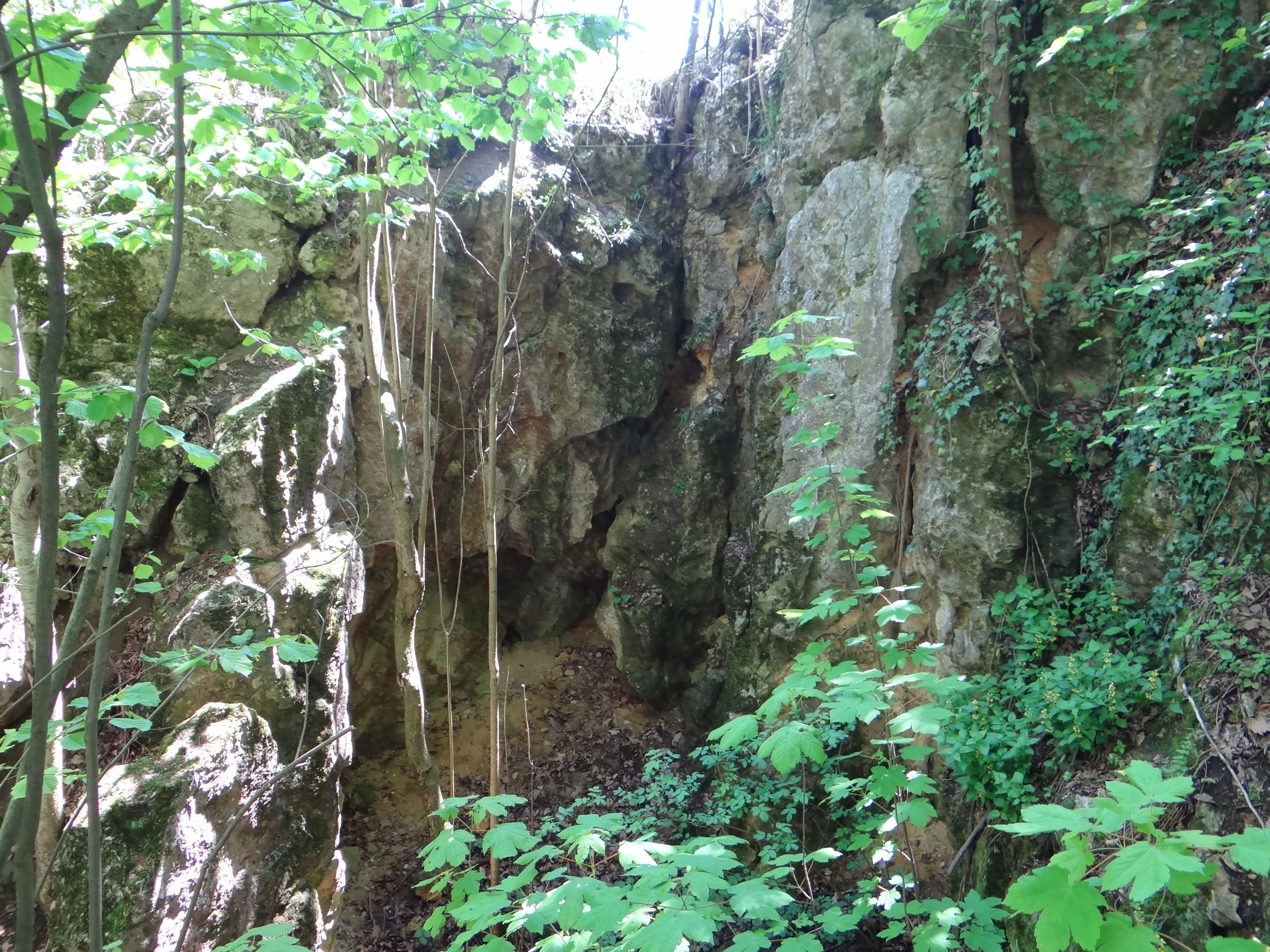

Place – grupa skał w miejscowości Bębło w województwie małopolskim, w powiecie krakowskim, w gminie Wielka Wieś. Znajdują się w lesie na północnych stokach Łabajowej Góry w lewych zboczach Doliny Będkowskiej. Mają pionowe ściany, a u ich podnóża jest wgłębienie w ziemi (prawdopodobnie wyrobisko dawnego kamieniołomu).
Na Łabajowej Górze są jeszcze dwie inne skały: Stumilowy Kras i Dupna.